# Criva
Criva è un comune della Moldavia situato nel distretto di Briceni di 1.583 abitanti al censimento del 2004.

## Geografia fisica
Il comune confina con Drepcăuți, coi villaggi ucraini Mamaliga e Podvirnoe, e col villaggio rumeno di Coylau ed è a circa 280 km da Chișinău.